# Allia Bay
Allia Bay är en vik i Kenya.   Den ligger i länet Marsabit, i den nordvästra delen av landet, 600 km norr om huvudstaden Nairobi.